# アーク・ロイヤル (水上機母艦)
| 「アーク・ロイヤル」 |                                                              |
| 艦歴                 |                                                              |
| 発注                 |                                                              |
| 起工                 | 1913年11月7日                                                |
| 進水                 | 1914年9月5日                                                 |
| 就役                 | 1914年12月                                                   |
| 退役                 | 1944年2月                                                    |
| その後               | 1946年に売却、民間船に転換後 1949年6月にスクラップとして廃棄 |
| 除籍                 |                                                              |
| 性能諸元             |                                                              |
| 排水量               | 満載 7,450トン                                               |
| 全長                 | 366 ft (112 m)                                               |
| 全幅                 | 50.8 ft (15.5 m)                                             |
| 吃水                 | 18 ft (5.5 m)                                                |
| 機関                 | 3段膨張式ボイラー2基、1軸推進、3000 shp (2.2 MW)             |
| 最大速               | 11ノット (20 km/h)                                           |
| 乗員                 | 180名                                                        |
| 兵装                 | 12ポンド砲4門 マキシム機銃2基                                |
| 搭載機               | 水上機5機、航空機2機                                         |

アーク・ロイヤル (HMS Ark Royal) は、イギリス海軍で航空母艦として完成した最初の艦。1934年にペガサス (HMS Pegasus) と改名された。
イギリス海軍は防護巡洋艦から水上機母艦に改装された「ハーミーズ (HMS Hermes)」を運用していたが、航空機運用のための別の艦が必要であった。1913年にブライス・シップビルディング社で建造中であった貨物船を81,000ポンドで購入し、この7,000トンの船を水上機母艦を完成させ、「アーク・ロイヤル」と命名した。「アーク・ロイヤル」より先に就役した「エンガディン」や「ハーミーズ」といった艦は、他の艦種から改装された艦であり、航空機を運用するための艦として完成したのは「アーク・ロイヤル」が初めてであった。

## 設計

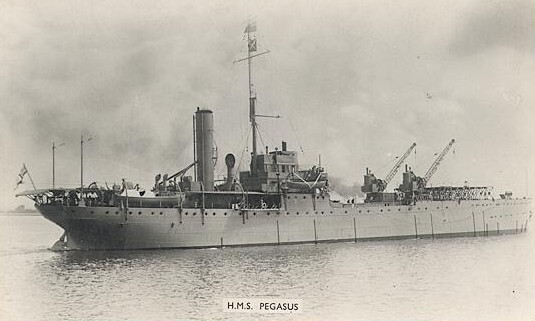
1914年に艦尾から撮られた「アーク・ロイヤル」

水上機母艦に改装するために大きな設計変更が行われ、推進機関は後方に移動し、艦の前方半分を作業デッキが占めた。
甲板は前方に平坦部を作り、艦上から水上機の発艦も意図されていたが、実現されなかった。艦は長さ150ft、幅45ft、高さ15ftの巨大な航空機ホールドを作業スペースの横に装備した。3トン蒸気クレーン2基が甲板に装備され、水上機を引き揚げ回収することができた。
「アーク・ロイヤル」は水上機5機および通常の航空機2機を運ぶことができた。航空機は発艦後は地上基地へ着陸しなければならなかったが、水上機は艦の側に着水後、クレーンで回収することで再び運用できた。
搭載機は、ソッピース807型水上機2機、ライト・プッシャーズ2機、ショート135型機1機およびソッピース・タブロイド2機であった。

本艦で運用される水上機
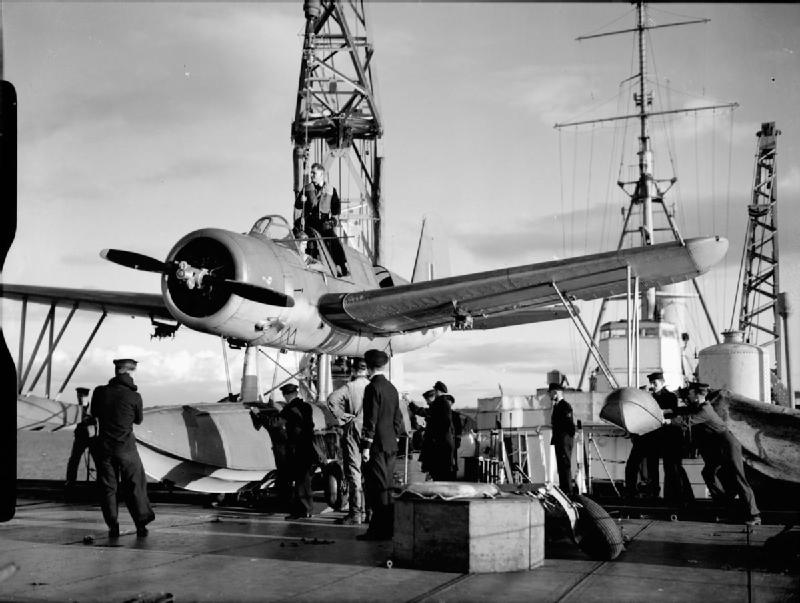
本艦に搭載されたヴォート・シコルスキーOS2U (航空機)水上機
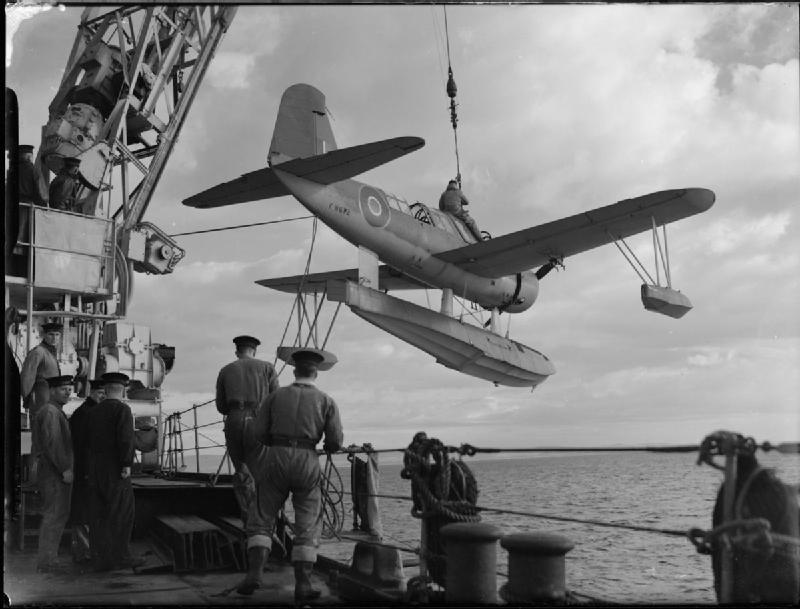
本艦で運用されたヴォート・シコルスキーOS2U (航空機)水上機

## 艦歴

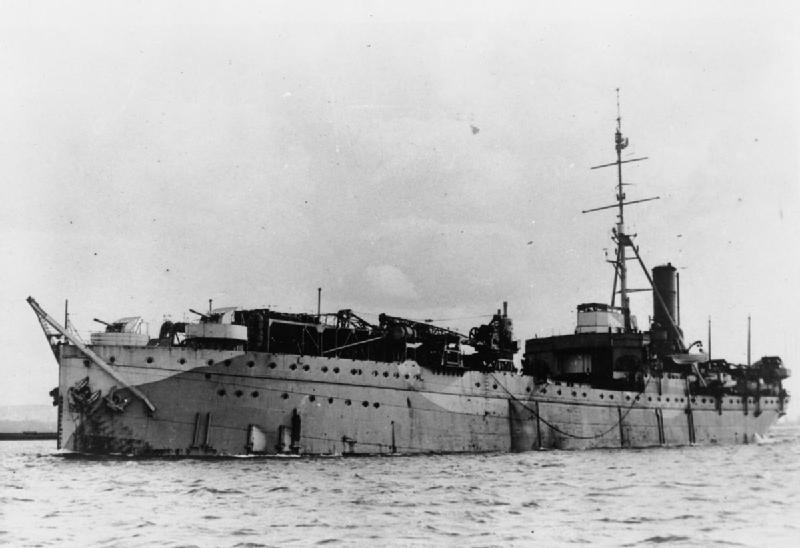
第二次世界大戦中のCMシップ時代の「ペガサス」

「アーク・ロイヤル」はブライス・シップビルディング社で1914年12月に就役、1915年2月1日にダーダネルス海峡へ向けて出航し、連合軍の上陸部隊を5月まで支援した。その後休戦まで地中海東部で活動した。1918年1月に搭載機のソッピース・ベイビー2機がオスマン帝国の巡洋戦艦「ヤウズ・スルタン・セリム」への爆撃を試みた。
戦後「アーク・ロイヤル」は黒海で活動し、ロシア内戦で白軍支援のためバトゥミへ航空機を運搬した。さらに、ソマリアにおけるムハンマド・アブドラ・ハッサン率いる民族主義者との戦いにおいて、陸軍を支援した。1920年には白軍のクリミア半島からの撤退を支援した。その後、「アーク・ロイヤル」は帰国し修理のためロスサイスで予備役となる。
1922年9月に「アーク・ロイヤル」は、チャナク危機において地中海へ航空機を運搬するため再就役した。1923年4月にはマルタで別の修理が行われた。1934年12月、「アーク・ロイヤル」はその名を新型空母に譲るため、「ペガサス」と改名された。
「ペガサス」は第二次世界大戦中の1940年に戦闘機カタパルト艦へ転換されたが、活躍の場面はごく僅かなものであった。
1946年には売却され、「アニタ1世 (Anita I)」の船名で民間船への改修が始められた。しかし改装工事は中止され、1950年にスクラップとして解体された。